# Синдикат
Синдика́т (от фр. syndicat «профсоюз» ← лат. syndicus «рассматривать, проверять» ← др.-греч. σύνδικος «защитник, заступник») — одна из форм объединения предприятий, преследующая цель устранения конкуренции и улучшения условий коммерческой деятельности в области определения цен, закупки сырья, сбыта продукции, сохраняющая при этом за членами синдиката производственную и юридическую самостоятельность. В XIX−XX веках синдикаты создавались с целью монополизации рынка. В настоящее время во многих странах мира приняты законы, направленные против любых форм монополистических объединений.

## Определение
Согласно БСЭ синдикат — это форма монополистического соглашения с целью устранения конкуренции между участниками в области сбыта и закупок сырья путем установления контроля над рынком главным образом однородной массовой продукции: реализация продукции его участников, а также закупки сырья осуществляются через единый орган, который концентрирует все заказы и распределяет их в соответствии с квотами между участниками, которые сдают свои товары единому органу по определённой, заранее установленной цене. Участники синдиката сохраняют свою производственную и юридическую самостоятельность, но, в отличие от картеля, утрачивают свою коммерческую самостоятельность.
В БРЭ синдикат — это форма соглашения с целью устранения конкуренции среди его участников в области сбыта и снабжения: реализация товаров участников соглашения, а также и закуп сырья осуществляется через единый орган, который собирает все заказы и распределяет их в соответствии с квотами между участниками.

## В России и СССР
Синдикаты в дореволюционной России имели распространение в различных отраслях. Например, в солеварении Бахмутский соляной синдикат или в металлургической промышленности Продамет.
В СССР синдикаты создавались в 1920-е годы, в период НЭПа (Новой экономической политики) как форма кооперативного объединения государственных трестов для снабжения, сбыта готовой продукции, кредитования, внешнеторговых операций.
К концу 1922 года 80 % трестированной промышленности было синдицировано, а к началу 1928 года в СССР насчитывалось 23 синдиката, которые действовали почти во всех отраслях промышленности, сосредоточив в своих руках основную часть оптовой торговли. Правление синдикатов избиралось на собрании представителей трестов. Тресты обладали свободой в части определения доли своего снабжения и сбыта, передаваемого в ведение синдиката. В 1929−1930 годах в связи с переходом к централизованному государственному управлению экономикой синдикаты потеряли свою значимость и были ликвидированы.

## Международные синдикаты
Классическим примером международного синдиката XX века была группа компаний «Де Бирс», которая в 1980-е годы контролировала до 90 % мировой торговли алмазами. Независимые от «Де Бирс» алмазодобывающие предприятия были вынуждены сотрудничать с этим синдикатом в части реализации своей продукции на мировых рынках. Пользуясь своим близким к монополистическому положением, «Де Бирс» обладала рычагами давления на предприятия, пытающиеся вести торговлю алмазами самостоятельно, вплоть до их полного вытеснения с рынка. К 2012 году доля «Де Бирс» на мировом рынке алмазов снизилась до 40 %.
В Аргентине 1930-х был принят закон о синдикатах. Компании вошедшие в синдикат имели законное право монополизировать определенный рынок, в обмен они должны были платить специальные увеличенные налоги и покупать акции государственного займа с низким процентом. Когда цены практически на все товары значительно увеличились, а бюджет получил хорошие денежные вливания, синдикаты были ликвидированы. После экономического спада рынок снова получил активное развитие а цены на товары стали снижаться, на полученные деньги были открыты новые рабочие места, экспорт вырос и страна получила экономический толчок который позволил ей поднять уровень жизни и стать одной из богатейших (на тот момент) стран. В 1990-х в Аргентине были проведены полностью противоположные реформы, были снижены налоги (и даже введены некоторые налоговые каникулы) и открыт рынок для иностранных инвесторов, в результате многие отечественные предприятия были закрыты, ВВП упал а бюджет недополучил огромные деньги и уровень жизни значительно упал.

## Банковский синдикат
Синдикат в финансовой сфере — это объединение нескольких банков для финансирования крупных инвестиционных проектов. Создание синдикатов связано с увеличением масштабов деятельности и распределением рисков. Синдицированную группу банков возглавляет банк-организатор, а банки-участники на долях финансируют проект и несут материальную ответственность за невыполнение обязательств.